# Колумбийский галстук
Колумбийский галстук (исп. corbata colombiana) — вид насильственного умерщвления, при котором на горле жертвы делается глубокий разрез и через образовавшееся отверстие наружу вытаскивается язык, создавая некое подобие галстука.

## История
Данный вид убийств широко практиковался в ходе вооружённого конфликта в Колумбии, вследствие чего получил своё название. В самой Колумбии используется термин corte de corbata, приблизительно переводящийся как «разрезной галстук». В силу особой жестокости, колумбийский галстук используется в качестве метода запугивания и устрашения.
Иногда изобретение данного метода ошибочно приписывается колумбийскому наркобарону Пабло Эскобару. Несмотря на то, что Эскобар активно применял колумбийские галстуки при убийстве своих противников, данный вид убийств возник значительно раньше. Пабло Эскобар родился в 1949 году, когда колумбийские галстуки уже использовались его соотечественниками. Ла Виоленсия отличалась чрезвычайной степенью жестокости: насилие (в том числе и колумбийские галстуки) использовалось в отношении как женщин, так и детей. Кроме того, похожий вид убийств практиковался в средневековье. Историк Сергей Соловьёв сообщает в своём исследовании, что в 1650 году на земском соборе участники псковского восстания обвинялись в том, что они дворянам «горла прорезав, языки вытаскивают».

## Разновидности и применение
Особенно активно данный вид казни используют латиноамериканские организованные преступные группировки при уничтожении своих противников или предателей. Убийцы могут практиковать как горизонтальный, так и вертикальный разрез на горле. Строго говоря, горизонтальный разрез носит название «колумбийское ожерелье», тогда как «галстуком» считается убийство при помощи вертикального разреза.